# Mark Strickland
Mark Strickland (Atlanta, Georgia, 14 de julio de 1970) es un exjugador y exentrenador de baloncesto estadounidense que disputó 8 temporadas en la NBA, transcurriendo el resto de su carrera en ligas menores de su país, y en equipos de China, Puerto Rico, Líbano y Europa. Con 2,06 metros de estatura, jugaba en la posición de ala-pívot.

## Trayectoria deportiva

### Universidad
Jugó tres temporadas con los Universidad de Temple de la Universidad de Temple, en las que promedió 7,5 puntos y 6,1 rebotes por partido. En su último año fue incluido en el tercer mejor quinteto de la Atlantic-10 Conference.

### Profesional
Tras no ser elegido en el Draft de la NBA de 1992, jugó en ligas menores, en las que fue elegido en dos ocasiones en el mejor quinteto defensivo de la USBL y una más en el segundo mejor quinteto absoluto de la liga, en la liga neerlandesa y en Puerto Rico, hasta que en marzo de 1995 firmó un contrato de diez días con los Indiana Pacers, que renovó por diez días más. Jugó tan solo 4 partidos, en los que apenas intervino, anotando únicamente 3 puntos.
Regresó ese verano a la liga portorriqueña, y tras pasar nuevamente por equipos de ligas menores estadounidenses, antes del comienzo de la temporada 1996-97 fichó con los Miami Heat, con los que, a pesar de ser despedido en enero de 1997, volvió a ser contratado pocos días después. Acabó disputando cuatro temporadas en el equipo de Florida, siendo la más destacada la segunda, en la que, como suplente de P.J. Brown promedió 6,8 puntos y 4,2 rebotes por partido.
Al término de la temporada 1999-00 fue traspasado, junto con Voshon Lenard, a los Denver Nuggets a cambio de Chris Gatling y una segunda ronda del Draft de la NBA de 2000. Allí jugó hasta que fue despedido en marzo de 2000, promediando 4,4 puntos y 2,6 rebotes por partido. fue reclamado pocos días después por los New Jersey Nets, con los que enlazó dos contratos consecutivos por diez días. Disputó 9 partidos, en los que promedió 5,7 puntos y 4,6 rebotes.
Al año siguiente fichó por Milwaukee Bucks, pero finalmente desestimaron su participación en al temporada, fichando poco después con Atlanta Hawks por el mínimo salarial. Jugó una temporada como suplente de DerMarr Johnson, en la que incluso fue titular en 10 partidos, promediando al final 4,5 puntos y 2,8 rebotes por encuentro.
En noviembre de 2002 firmó como agente libre con los Dallas Mavericks, pero únicamente disputó 4 partidos, en los que promedió 1,0 puntos y 1,8 rebotes. Tras ser despedido, fichó por el Strasbourg IG de la liga francesa, con los que únicamente disputó un partido, en el que consiguió 3 puntos y 6 rebotes. De ahí marchó a la liga china para acabar la temporada con los Zhejiang Whirlwinds, de donde se marcharía al Líbano para jugar en el Jamhour Blue Stars durante dos temporadas. Acabó su trayectoria como jugador regresando a las ligas menores de su país.

### Entrenador
Comenzó su etapa de entrenador en los Cleveland Majic de la World Basketball Association, primero como asistente y finalmente como entrenador principal. De ahí pasó a ser asistente en el Morehouse College, y en 2009 realizó la misma función en los Bakersfield Jam de la NBA D-League.
En 2011 se hizo cargo como entrenador principal de los Oshawa Power de la Liga Nacional de Baloncesto de Canadá.

## Estadísticas de su carrera en la NBA

### Temporada regular
| Temporada | Edad | Equipo           | Liga | Pos. | P   | TIT | MIN  | TC  | TCA | %TC  | 3P  | 3PA | %3P   | 2P  | 2PA | %2P  | TL  | TLA | %TL  | R.OF. | R.DEF. | REB | ASIS | ROB | TAP | PER | FP  | PTS |
| 1994-95   | 24   | Indiana Pacers   | NBA  | PF   | 4   | 0   | 2.3  | 0.3 | 0.8 | .333 | 0.0 | 0.0 |       | 0.3 | 0.8 | .333 | 0.3 | 0.5 | .500 | 0.5   | 0.5    | 1.0 | 0.0  | 0.0 | 0.3 | 0.3 | 0.0 | 0.8 |
| 1996-97   | 26   | Miami Heat       | NBA  | PF   | 31  | 0   | 4.9  | 0.8 | 1.9 | .417 | 0.0 | 0.0 | .000  | 0.8 | 1.9 | .424 | 0.4 | 0.7 | .571 | 0.5   | 0.7    | 1.2 | 0.0  | 0.1 | 0.3 | 0.5 | 0.5 | 2.0 |
| 1997-98   | 27   | Miami Heat       | NBA  | PF   | 51  | 8   | 16.6 | 2.8 | 5.3 | .539 | 0.0 | 0.0 | .000  | 2.8 | 5.3 | .541 | 1.2 | 1.6 | .720 | 1.6   | 2.6    | 4.2 | 0.5  | 0.4 | 0.7 | 0.9 | 1.7 | 6.8 |
| 1998-99   | 28   | Miami Heat       | NBA  | PF   | 32  | 1   | 11.2 | 1.6 | 3.2 | .495 | 0.0 | 0.0 | .000  | 1.6 | 3.1 | .500 | 0.6 | 0.8 | .731 | 0.8   | 1.6    | 2.4 | 0.3  | 0.2 | 0.3 | 0.4 | 0.9 | 3.7 |
| 1999-00   | 29   | Miami Heat       | NBA  | SF   | 58  | 5   | 11.4 | 2.1 | 3.9 | .545 | 0.0 | 0.0 |       | 2.1 | 3.9 | .545 | 0.7 | 1.0 | .714 | 0.8   | 1.7    | 2.4 | 0.4  | 0.3 | 0.3 | 0.4 | 1.2 | 4.9 |
| 2000-01   | 30   | TOTAL            | NBA  | SF   | 55  | 2   | 13.1 | 1.9 | 4.3 | .431 | 0.0 | 0.0 | .500  | 1.9 | 4.3 | .430 | 0.8 | 1.3 | .643 | 1.0   | 1.9    | 2.9 | 0.4  | 0.3 | 0.4 | 0.6 | 1.3 | 4.6 |
| 2000-01   | 30   | Denver Nuggets   | NBA  | SF   | 46  | 2   | 11.2 | 1.8 | 4.0 | .443 | 0.0 | 0.0 | .000  | 1.8 | 4.0 | .446 | 0.8 | 1.3 | .627 | 0.9   | 1.7    | 2.6 | 0.4  | 0.3 | 0.4 | 0.5 | 1.3 | 4.4 |
| 2000-01   | 30   | New Jersey Nets  | NBA  | SF   | 9   | 0   | 22.4 | 2.3 | 6.0 | .389 | 0.1 | 0.1 | 1.000 | 2.2 | 5.9 | .377 | 0.9 | 1.2 | .727 | 1.2   | 3.3    | 4.6 | 0.8  | 0.4 | 0.3 | 1.1 | 1.6 | 5.7 |
| 2001-02   | 31   | Atlanta Hawks    | NBA  | SF   | 46  | 10  | 14.2 | 2.0 | 4.4 | .446 | 0.0 | 0.1 | .250  | 2.0 | 4.3 | .450 | 0.5 | 1.0 | .568 | 0.9   | 2.0    | 2.8 | 0.4  | 0.4 | 0.4 | 0.6 | 1.0 | 4.5 |
| 2002-03   | 32   | Dallas Mavericks | NBA  | SF   | 4   | 0   | 3.3  | 0.5 | 1.3 | .400 | 0.0 | 0.0 |       | 0.5 | 1.3 | .400 | 0.0 | 0.0 |      | 1.3   | 0.5    | 1.8 | 0.0  | 0.0 | 0.0 | 0.3 | 0.3 | 1.0 |
| Total     |      |                  | NBA  |      | 281 | 26  | 12.2 | 1.9 | 3.9 | .488 | 0.0 | 0.0 | .222  | 1.9 | 3.9 | .490 | 0.7 | 1.1 | .668 | 1.0   | 1.8    | 2.7 | 0.4  | 0.3 | 0.4 | 0.6 | 1.1 | 4.6 |

### Playoffs
| Temporada | Edad | Equipo     | Liga | Pos. | P  | TIT | MIN  | TC  | TCA | %TC  | 3P  | 3PA | %3P | 2P  | 2PA | %2P  | TL  | TLA | %TL   | R.OF. | R.DEF. | REB | ASIS | ROB | TAP | PER | FP  | PTS |
| 1996-97   | 26   | Miami Heat | NBA  | PF   | 4  | 0   | 4.0  | 1.0 | 2.0 | .500 | 0.0 | 0.0 |     | 1.0 | 2.0 | .500 | 0.0 | 0.5 | .000  | 0.0   | 0.8    | 0.8 | 0.3  | 0.3 | 0.0 | 0.5 | 0.0 | 2.0 |
| 1997-98   | 27   | Miami Heat | NBA  | PF   | 3  | 0   | 9.3  | 1.3 | 1.7 | .800 | 0.0 | 0.0 |     | 1.3 | 1.7 | .800 | 0.3 | 0.7 | .500  | 0.7   | 1.7    | 2.3 | 0.0  | 0.0 | 0.3 | 0.0 | 1.3 | 3.0 |
| 1998-99   | 28   | Miami Heat | NBA  | PF   | 2  | 0   | 4.0  | 0.5 | 1.0 | .500 | 0.0 | 0.0 |     | 0.5 | 1.0 | .500 | 1.0 | 1.0 | 1.000 | 0.5   | 1.0    | 1.5 | 0.0  | 0.5 | 0.0 | 0.5 | 0.0 | 2.0 |
| 1999-00   | 29   | Miami Heat | NBA  | SF   | 1  | 0   | 10.0 | 1.0 | 3.0 | .333 | 0.0 | 0.0 |     | 1.0 | 3.0 | .333 | 0.0 | 2.0 | .000  | 0.0   | 0.0    | 0.0 | 0.0  | 2.0 | 0.0 | 1.0 | 0.0 | 2.0 |
| Total     |      |            | NBA  |      | 10 | 0   | 6.2  | 1.0 | 1.8 | .556 | 0.0 | 0.0 |     | 1.0 | 1.8 | .556 | 0.3 | 0.8 | .375  | 0.3   | 1.0    | 1.3 | 0.1  | 0.4 | 0.1 | 0.4 | 0.4 | 2.3 |